# Емельянов, Василий Васильевич
Василий Васильевич Емельянов (1890 — 1950) — советский деятель органов охраны общественного порядка, начальник МУРа.

## Биография
Участвовал в Первой мировой войне в качестве унтер-офицера 1-й авиационной роты (1-го авиапарка) императорского военно-воздушного флота. Присутствовал 26 ноября 1916 на очередном (последнем) торжественном приёме императором Николаем II в Зимнем дворце георгиевских кавалеров. С осени 1917 становится сотрудником московской уголовно-розыскной милиции. В 1918 вступил в РКП(б). С 1919 до 1920 служил в Лефортовском военном комиссариате, исполнял обязанности заведующего административным отделом Благуше-Лефортовского совета и начальника милиции 5-го (Бауманского) района Москвы. В 1922 находился на руководящей работе в административном отделе Моссовета. В 1923-1924 помощник по губернии начальника милиции Москвы и Московской губернии. С 1925 до 1927 являлся начальником Московского управления уголовного розыска (МУУР). Кроме орденов, награждён двумя грамотами ВЦИК, а также серебряными и золотыми часами. После увольнения из милиции (по собственному желанию), с 1928 работал помощником директора фабрики «Красная Заря». В 1930 назначен заведующим административно-хозяйственным отделом Мосглавпочтамта. С 1931 по 1933 являлся помощником директора по военным делам на трансформаторном заводе. С 23 марта 1931 пенсионер республиканского значения, проживал в Москве по Электрозаводской улице, дом 1, квартира 8. В 1936 выбыл из рядов ВКП(б), не посещая заседаний в связи с длительной болезнью. Умер в день своего 60-летнего юбилея.

## Семья
- Отец — Василий Васильевич Емельянов.
- Оба сына, Владимир Васильевич и Леонид Васильевич, погибли на фронтах Великой Отечественной войны.